# Diocèse de Lomas de Zamora
Le diocèse de Lomas de Zamora (en latin : Dioecesis Clivi Zamorensis ; en espagnol : Diócesis de Lomas de Zamora) est un diocèse de l'Église catholique en Argentine, suffragant de l'archidiocèse de Buenos Aires.

## Territoire
Il comprend 6 arrondissements de la province de Buenos Aires :  Almirante Brown, Esteban Echeverría, Ezeiza, Lomas de Zamora, Presidente Perón et San Vicente ce qui représente un territoire d'une superficie de 1 352 km2 divisé en 61 paroisses. Le siège épiscopal est dans la ville de Lomas de Zamora où se trouve la cathédrale Notre-Dame-de-la-Paix.

## Histoire
Le diocèse est érigé le 11 février 1957 par la constitution apostolique Quandoquidem adoranda du pape Pie XII en prenant sur le territoire de l'archidiocèse de La Plata. Lors de sa création, il comprend cinq arrondissement de la province de Buenos Aires : Lomas de Zamora, Avellaneda, Lanús, Esteban Echeverría et Cañuelas.
Il cède une partie de son territoire le 10 avril 1961 pour l'érection du diocèse d'Avellaneda (aujourd'hui diocèse d'Avellaneda-Lanús).
Par le décret Concrediti Christifidelium du 2 mars 1964 de la congrégation pour les évêques, il agrandit son territoire avec l'acquisition de quelques paroisses, dans les arrondissements d'Almirante Brown et de San Vicente, qui appartenaient à l'archidiocèse de La Plata.
Nommé suffragant de l'archidiocèse de La Plata lors de sa création, il intègre la province ecclésiastique de l'archidiocèse de Buenos Aires le 5 mai 1967 en vertu de la constitution apostolique Qui divino consilio du pape Paul VI.
Il cède une portion de son territoire le 18 juillet 1969 pour l'établissement du diocèse de San Justo. Le 24 avril 2001, il cède l'arrondissement de Lanús au diocèse d'Avellaneda qui prend alors le nom de diocèse d'Avellaneda-Lanús.

## Évêques
- Filemón Francisco Castellano (13 mars 1957 - 10 avril 1963)
- Alejandro Schell (10 avril 1963 - 7 septembre 1972)
- Desiderio Elso Collino (7 novembre 1972 - 24 avril 2001)
- Agustín Roberto Radrizzani, S.D.B (24 avril 2001 - 27 décembre 2007), nommé archevêque de Mercedes-Luján
- Jorge Rubén Lugones, S.I, depuis le 14 octobre 2008